# Luana Alonso
Luana María Alonso Méndez (Asunción, 19 de marzo de 2004) es una deportista paraguaya que competía en natación.

## Biografía
Compitió en la prueba femenina de 100 metros mariposa de los Juegos Olímpicos de Tokio 2020. Posee múltiples récords paraguayos en la disciplina mariposa.
Se retiró de la natación después de competir en los Juegos Olímpicos de París 2024. Tras anunciar su retiro, Alonso fue vista disfrutando de París y asistiendo a eventos como Disneyland Paris mientras aún residía en la villa olímpica. Esto desató controversia con el Comité Olímpico Paraguayo (COP), cuya jefa de misión en los juegos olímpicos, Larissa Schaerer, solicitó su retiro inmediato de la Villa Olímpica, argumentando que su presencia estaba generando un «ambiente inadecuado» para el equipo paraguayo. Un correo electrónico de los oficiales de los Juegos Olímpicos decía que ella estaba distrayendo a los otros competidores con su ropa escasa y su socialización. Alonso negó que haya sido expulsada en sus redes sociales.